# Tenguiz Abuladze
Tenguiz Abuladze, en georgiano: თენგიზ აბულაძე; (Kutaisi, 31 de enero de 1924–Tiflis, 6 de marzo de 1994) fue un director de cine, guionista y profesor de teatro georgiano.

## Biografía
Abuladze estudió dirección de teatro (1943–1946) en el Instituto de Teatro Shotá Rustaveli de Tiflis, y cinematografía en el Instituto Pansoviético de Cinematografía (VGIK en sus siglas en ruso) de Moscú. Se graduó del VGIK en 1952 y en 1953 se incorporó a Gruzia-film (Estudios de Cine de Georgia) como director. Fue galardonado con el título de Artista del Pueblo de la Unión Soviética en 1980.
Su primera película, El burro de Magdana (1956), que codirigió con Revaz Chkheidze, ganó el premio al mejor cortometraje de ficción en el Festival de Cannes de 1956. Es especialmente conocido por la trilogía formada por El ruego (1967), El árbol de los sueños (1976) y Contrición (1984, proyectada en 1987), que ganó el Premio Lenin en 1988 y el primer Premio Nika a la mejor película. Contrición (en georgiano, Monanieba) obtuvo el Gran Premio del Jurado en el Festival de Cannes de 1987. En 1987, formó parte del jurado del 15.º Festival Internacional de Cine de Moscú.

## Filmografía
Tengiz Abuladze dirigió 12 películas a lo largo de su carrera. Cinco de ellas fueron documentales y siete películas de ficción. Su última película iba a tratar sobre Galaktión Tabidze e Iliá Chavchavadze, pero no se llegó a terminar.
| Año  | Título                                | Título original                    | Duración    | Notas |
| ---- | ------------------------------------- | ---------------------------------- | ----------- | --- |
| 1953 | Chveni sasakhle                       | ჩვენი სასახლე                      | Desconocida | Documental |
| 1954 | Qartuli tsekvis sakhelmtsipo ansambli | ქართული ცეკვის სახელმწიფო ანსამბლი | Desconocida | Documental |
| 1955 | Dimitri Arakishvili                   | დიმიტრი არაყიშვილი                 | Desconocida | Documental |
| 1955 | El burro de Magdana                   | მაგდანას ლურჯა                     | 63 min      | |
| 1958 | Skhvisi shvilebi                      | სხვისი შვილები                     | 77 min      | También escribió el guion junto con Rezo Japaridze. |
| 1962 | Me, bebia, Iliko da Ilarioni          | მე,ბებია,ილიკო და ილარიონი         | 92 min      | También escribió el guion junto con Nodar Dumbadze. Basada en la novela del mismo título de Nodar Dumbadze.                                            |
| 1955 | Svanur-Tushuri chanakhatebi           | სვანური ჩანახატები                 | Desconocida | Documental |
| 1967 | El ruego                              | ვედრება                            | 72 min      | También escribió el guion junto con Rezó Kveselava y Anzor Salukvadze. Basada en los poemas de Vazha-Pshavela - Huésped y anfitrión y Aluda Ketelauri. |
| 1971 | Samkauli satrposatvis                 | სამკაული ჩემი სატრფოსათვის         | 70 min      | También escribió el guion junto con Akhmed Abu-Bakar y Tamaz Meliava. Basada en una historia corta de Akhmed Abu-Bakar.                                |
| 1972 | Muzeumi gia tsis qvesh                | მუზეუმი ღია ცის ქვეშ               | Desconocida | Documental |
| 1976 | El árbol de los sueños                | ნატვრის ხე                         | 87 min      | También escribió el guion junto con Revaz Inanishvili                                                                                                  |
| 1984 | Contrición                            | მონანიება (Monanieba)              | 153 min     | También escribió el guion junto con Nana Janelidze y Rezó Kveselava                                                                                    |

## Premios y distinciones
Festival Internacional de Cine de Cannes
| Año  | Categoría                   | Película  | Resultado |
| ---- | --------------------------- | --------- | --------- |
| 1987 | Gran Premio del Jurado      | Monanieba | Ganador   |
| 1987 | Premios FIPRESCI            | Monanieba | Ganador   |
| 1987 | Premio del Jurado Ecuménico | Monanieba | Ganador   |